# 1801 Тітікака
1801 Тітікака (1801 Titicaca) — астероїд головного поясу, відкритий 23 вересня 1952 року.
Тіссеранів параметр щодо Юпітера — 3,216.